# Liga Colombiana de Fútbol Sala 2015-II
La Liga Argos Futsal Finalización 2015 es la décima (10.) versión de la Liga Argos Futsal que inició el 11 de julio y finalizará en noviembre. Como principales novedades se destacan la ausencia de Once Caldas y Macol FC lo que disminuyé el número de equipos de 20 a 18 en total. Y pasan de ser cuatro grupos a tres grupos en la primera fase.

## Sistema de juego
Se juega una primera fase con 18 equipos divididos en tres grupos(A,B,C) de seis equipos cada uno según la posición geográfica en un total de 10 fechas del 11 de julio al 16 de septiembre. Los dos primeros de cada grupo clasificaran a la segunda fase y los dos mejores terceros para un total de ocho equipos clasificados.
Los cuartos de final se jugaran a doble partido, los ganadores de las cuatro llaves accederán a las semifinales del torneo en dos llaves, se disputarán dos juegos para definir a los finalistas del torneo.

## Equipos participantes
| Equipo                     | Departamento       | Ciudad        | Coliseo                         |
| Rionegro Águilas           | Antioquia          | Rionegro      | Coliseo Del Cielo               |
| Cóndor FC Sport Life       | Cundinamarca       | El Rosal      | Municipal del Rosal             |
| Corporación Niza           | Norte de Santander | Cúcuta        | Coliseo UFPS                    |
| D´Martin FC                | Cundinamarca       | Madrid        | Coliseo Madrid                  |
| Deportivo Campaz           | Valle del Cauca    | Cali          | Coliseo Mariano Ramos           |
| Deportivo Lyon             | Valle del Cauca    | Cali          | Coliseo Mariano Ramos           |
| Deportivo Meta H&H         | Meta               | Villavicencio | Álvaro Mesa Amaya               |
| Deportivo Sanpas Irdet     | Boyacá             | Tunja         | San Antonio                     |
| Estudiantes F.C.           | Tolima             | Ibagué        | Enrique Triana Castillo         |
| Gremio Samario             | Magdalena          | Santa Marta   | Villa Olímpica                  |
| Independiente Barranquilla | Atlántico          | Barranquilla  | Coliseo Elías Chegwin           |
| Lanús Colombia             | Bogotá             | Bogotá        | PRD El Salitre                  |
| Real Antioquia             | Antioquia          | Medellín      | Coliseo Universidad de Medellín |
| Real Bucaramanga           | Santander          | Bucaramanga   | Coliseo Bicentenario            |
| Rionegro Futsal            | Antioquia          | Rionegro      | Coliseo Del Cielo               |
| Rodríguez Torices          | Bolívar            | Cartagena     | Northon Madrid                  |
| Saeta Bogotá               | Cundinamarca       | Bogotá        | Palacio de los Deportes         |
| Utrahuilca Huila futsal    | Huila              | Neiva         | Álvaro Sánchez Silva            |

## Fase de grupos
Disputada del 11 de julio del 2015 al 13 de septiembre del 2015 en 10 jornadas.
|  | Clasificado a cuartos de final. |
|  | Clasificado como mejor tercero. |
|  | Eliminado.                      |

### Grupo A
| Pos. | Equipos                 | PJ | PG | PE | PP | GF | GC | Dif. | Pts. |
| ---- | ----------------------- | -- | -- | -- | -- | -- | -- | ---- | ---- |
| 1.   | Deportivo Lyon          | 10 | 7  | 1  | 2  | 47 | 24 | 23   | 22   |
| 2.   | Saeta Bogotá            | 10 | 7  | 1  | 2  | 44 | 33 | 11   | 22   |
| 3.   | Utrahuilca Huila futsal | 10 | 5  | 1  | 4  | 45 | 48 | -3   | 16   |
| 4.   | D´Martin FC             | 10 | 6  | 0  | 4  | 43 | 37 | 6    | 15   |
| 5.   | Estudiantes F.C.        | 10 | 1  | 3  | 6  | 32 | 40 | -8   | 6    |
| 6.   | Deportivo Campaz        | 10 | 1  | 2  | 7  | 25 | 49 | -24  | 5    |

| Estudiantes    | 5 - 8 | Utrahuilca       | Colegio Champanag       | 11 de julio | 15:00 |  |
| Deportivo Lyon | 3 - 6 | D´Martin         | Mariano Ramos           | 12 de julio | 11:00 |  |
| Saeta FSC      | 5 - 4 | Deportivo Campaz | Palacio de los Deportes | 12 de julio | 15:00 |  |

| Utrahuilca       | 7 - 7 | Deportivo Lyon | Álvaro Sánchez Silva    | 17 de julio     | 16:00 |  |
| Saeta FSC        | 5 - 2 | D´Martin       | Palacio de los Deportes | 19 de julio     | 15:00 |  |
| Deportivo Campaz | 3 - 3 | Estudiantes    | María Isabel Urrutia    | 3 de septiembre | 19:00 |  |

| D´Martin       | 9 - 3 | Utrahuilca       | Cubierto de Madrid      | 24 de julio | 18:30 | Win Sports |
| Deportivo Lyon | 7 - 0 | Deportivo Campaz | María Isabel Urrutia    | 25 de julio | 16:00 |            |
| Saeta FSC      | 5 - 1 | Estudiantes      | Palacio de los Deportes | 26 de julio | 15:00 |            |

| Estudiantes      | 2 - 3 | Deportivo Lyon | Colegio Champanag       | 1 de agosto | 15:00 |  |
| Saeta FSC        | 7 - 4 | Utrahuilca     | Palacio de los Deportes | 1 de agosto | 19:00 |  |
| Deportivo Campaz | 3 - 4 | D´Martin       | María Isabel Urrutia    | 3 de agosto | 19:30 |  |

| Utrahuilca     | 5 - 2 | Deportivo Campaz | Álvaro Sánchez Silva | 8 de agosto | 15:00 |  |
| Deportivo Lyon | 5 - 1 | Saeta FSC        | María Isabel Urrutia | 8 de agosto | 16:40 |  |
| D´Martin       | 4 - 0 | Estudiantes      | Cubierto de Madrid   | 8 de agosto | 18:00 |  |

| Utrahuilca       | 5 - 2 | Estudiantes    | Álvaro Sánchez Silva | 14 de agosto     | 18:00 |  |
| D´Martin         | 2 - 5 | Deportivo Lyon | Cubierto de Madrid   | 15 de agosto     | 19:00 |  |
| Deportivo Campaz | 2 - 6 | Saeta FSC      | María Isabel Urrutia | 22 de septiembre | 19:00 |  |

| Deportivo Lyon | 6 - 1 | Utrahuilca       | María Isabel Urrutia | 21 de agosto | 18:15 | Win Sports |
| Estudiantes    | 7 - 7 | Deportivo Campaz | Colegio Champanag    | 22 de agosto | 15:00 |            |
| D´Martin       | 5 - 6 | Saeta FSC        | Cubierto de Madrid   | 23 de agosto | 16:00 |            |

| Utrahuilca       | 4 - 3 | D´Martin       | Álvaro Sánchez          | 28 de agosto    | 18:15 | Win Sports |
| Estudiantes      | 3 - 3 | Saeta FSC      | Colegio Champang        | 1 de septiembre | 18:00 |            |
| Deportivo Campaz | 0 - 6 | Deportivo Lyon | Carlos Alberto Bejarano | 1 de septiembre | 19:30 |            |

| D´Martin       | 4 - 1 | Deportivo Campaz | Cubierto de Madrid   | 4 de septiembre | 19:00 |  |
| Deportivo Lyon | 4 - 3 | Estudiantes      | María Isabel Urrutia | 4 de septiembre | 20:00 |  |
| Utrahuilca     | 6 - 4 | Saeta FSC        | Álvaro Sánchez Silva | 7 de septiembre | 18:00 |  |

| Estudiantes      | 7 - 4 | D´Martin       | Coliseo Champanagt      | 13 de septiembre | 15:00 |  |
| Saeta FSC        | 2 - 1 | Deportivo Lyon | Palacio de los Deportes | 13 de septiembre | 16:00 |  |
| Deportivo Campaz | 3 - 2 | Utrahuilca     | María Isabel Urrutia    | 14 de septiembre | 20:00 |  |

### Grupo B
| Pos. | Equipos           | PJ | PG | PE | PP | GF | GC | Dif. | Pts. |
| ---- | ----------------- | -- | -- | -- | -- | -- | -- | ---- | ---- |
| 1.   | Rionegro Futsal   | 10 | 7  | 0  | 3  | 47 | 32 | 15   | 21   |
| 2.   | Deportivo Sanpas  | 10 | 7  | 0  | 3  | 46 | 33 | 13   | 21   |
| 3.   | Deportivo Meta    | 10 | 7  | 0  | 3  | 53 | 48 | 5    | 21   |
| 4.   | Rionegro Águilas  | 10 | 6  | 1  | 3  | 43 | 30 | 13   | 19   |
| 5.   | Lanús Colombia    | 10 | 1  | 1  | 8  | 20 | 62 | -42  | 4    |
| 6.   | Cóndor Sport Life | 10 | 1  | 0  | 9  | 37 | 42 | -5   | 3    |

| Rionegro Futsal  | 3 - 1 | Cóndor FC        | El Cielo   | 10 de julio  | 18:00 | Win Sports |
| Deportivo Sanpas | 1 - 5 | Rionegro Águilas | IRDET      | 11 de julio  | 19:00 |            |
| Deportivo Lanús  | 5 - 6 | Deportivo Meta   | El Salitre | 12 de agosto | 18:00 |            |

| Cóndor FC        | 2 - 3 | Deportivo Sanpas | El Rosal          | 17 de julio | 20:10 | Win Sports |
| Deportivo Meta   | 4 - 3 | Rionegro Futsal  | Álvaro Meza Amaya | 18 de julio | 18:30 |            |
| Rionegro Águilas | 7 - 1 | Deportivo Lanús  | El Cielo          | 29 de julio | 19:00 |            |

| Rionegro Futsal | 5 - 3 | Deportivo Sanpas | El Cielo          | 24 de julio | 19:00 | Win Sports |
| Deportivo Meta  | 5 - 4 | Rionegro Águilas | Álvaro Meza Amaya | 25 de julio | 19:30 |            |
| Deportivo Lanús | 2 - 1 | Cóndor FC        | El Salitre        | 26 de julio | 16:00 |            |

| Rionegro Futsal  | 1 - 2 | Rionegro Águilas | El Cielo | 31 de julio | 18:00 | Win Sports |
| Cóndor FC        | 5 - 6 | Deportivo Meta   | El Rosal | 31 de julio | 18:00 |            |
| Deportivo Sanpas | 8 - 2 | Deportivo Lanús  | IRDET    | 1 de agosto | 19:00 |            |

| Rionegro Águilas | 6 - 4 | Cóndor FC        | El Cielo          | 7 de agosto  | 11:00 |            |
| Deportivo Meta   | 5 - 2 | Deportivo Sanpas | Álvaro Mesa Amaya | 7 de agosto  | 18:15 | Win Sports |
| Deportivo Lanús  | 1 - 5 | Rionegro Futsal  | El Salitre        | 17 de agosto | 13:00 |            |

| Rionegro Águilas | 3 - 4 | Deportivo Sanpas | El Cielo          | 14 de agosto | 18:00 |  |
| Cóndor FC        | 3 - 4 | Rionegro Futsal  | El Rosal          | 14 de agosto | 19:00 |  |
| Deportivo Meta   | 7 - 4 | Deportivo Lanús  | Álvaro Meza Amaya | 20 de agosto | 19:30 |  |

| Deportivo Sanpas | 5 - 3 | Cóndor FC        | Coliseo IRDET | 22 de agosto    | 19:00 |  |
| Deportivo Lanús  | 2 - 2 | Rionegro Águilas | El Salitre    | 23 de agosto    | 11:00 |  |
| Rionegro Futsal  | 8 - 6 | Deportivo Meta   | El Cielo      | 2 de septiembre | 19:00 |  |

| Cóndor FC        | 11 - 1 | Deportivo Lanús | El Rosal | 29 de agosto    | 16:00 |  |
| Deportivo Sanpas | 5 - 2  | Rionegro Futsal | IRDET    | 29 de agosto    | 19:00 |  |
| Rionegro Águilas | 3 - 2  | Deportivo Meta  | El Cielo | 1 de septiembre | 20:00 |  |

| Rionegro Águilas | 5 - 7 | Rionegro Futsal  | El Cielo                | 4 de septiembre | 18:15 | Win Sports |
| Deportivo Meta   | 6 - 4 | Cóndor FC        | Álvaro Meza Amaya       | 5 de septiembre | 19:30 |            |
| Deportivo Lanús  | 0 - 6 | Deportivo Sanpas | Parque Recreo Deportivo | 7 de septiembre | 19:00 |            |

| Rionegro Futsal  | 9 - 2  | Deportivo Lanús  | El Cielo | 11 de septiembre | 19:00 |  |
| Cóndor FC        | 3 - 6  | Rionegro Águilas | El Rosal | 11 de septiembre | 19:00 |  |
| Deportivo Sanpas | 10 - 6 | Deportivo Meta   |          | 12 de septiembre | 19:00 |  |

### Grupo C
| Pos. | Equipos                    | PJ | PG | PE | PP | GF | GC | Dif. | Pts. |
| ---- | -------------------------- | -- | -- | -- | -- | -- | -- | ---- | ---- |
| 1.   | Real Antioquia             | 10 | 7  | 1  | 2  | 43 | 31 | 12   | 22   |
| 2.   | Real Bucaramanga           | 10 | 5  | 3  | 2  | 35 | 27 | 8    | 18   |
| 3.   | Gremio Samario             | 10 | 5  | 1  | 4  | 49 | 44 | 5    | 16   |
| 4.   | Independiente Barranquilla | 10 | 4  | 1  | 5  | 32 | 34 | -2   | 13   |
| 5.   | Corporación Niza           | 10 | 3  | 0  | 7  | 39 | 49 | -10  | 9    |
| 6.   | Depor Cartagena FSC        | 10 | 3  | 0  | 7  | 38 | 48 | -10  | 9    |

| Real Bucaramanga | 3 - 0 | Real Antioquia             | Bicentenario   | 12 de julio | 11:00 |  |
| Gremio Samario   | 7 - 4 | Independiente Barranquilla | INDEPORTES     | 15 de julio | 15:00 |  |
| Cartagena FSC    | 3 - 0 | Corporación Niza           | Northon Madrid | 29 de julio | W.O.  |  |

| Niza                       | 7 - 2 | Real Antioquia | Francisco de Paula Santander | 17 de julio | 19:00 |  |
| Real Bucaramanga           | 1 - 1 | Gremio Samario | Bicentenario                 | 17 de julio | 15:00 |  |
| Independiente Barranquilla | 4 - 3 | Cartagena FSC  | Elias Chegwin                | 29 de julio | 11:00 |  |

| Niza           | 5 - 6 | Independiente Barranquilla | Francisco de Paula Santander | 25 de julio | 15:00 |  |
| Cartagena FSC  | 4 - 6 | Real Bucaramanga           | Northon Madrid               | 26 de julio | 11:00 |  |
| Real Antioquia | 4 - 3 | Gremio Samario             | Universidad de Medellín      | 26 de julio | 14:30 |  |

| Gremio Samario   | 5 - 8 | Cartagena FSC              | Indeportes Magdalena | 31 de julio  | 19:00 |  |
| Real Bucaramanga | 4 - 2 | Niza                       | Bicentenario         | 5 de agosto  | 19:00 |  |
| Real Antioquia   | 3 - 1 | Independiente Barranquilla | Northon Madrid       | 12 de agosto | 16:00 |  |

| Niza                       | 7 - 3 | Gremio Samario   | Francisco de Paula Santander | 8 de agosto | 17:00 |  |
| Independiente Barranquilla | 2 - 2 | Real Bucaramanga | Elias Chegwin                | 8 de agosto | 19:00 |  |
| Cartagena FSC              | 4 - 7 | Real Antioquia   | Northon Madrid               | 9 de agosto | 11:00 |  |

| Corporación Niza           | 5 - 4 | Cartagena FSC    | Francisco de Paula Santander | 14 de agosto | 16:00 |            |
| Real Antioquia             | 3 - 3 | Real Bucaramanga | Universidad de Medellín      | 14 de agosto | 18:00 | Win Sports |
| Independiente Barranquilla | 2 - 4 | Gremio Samario   | Elias Chegwin                | 18 de agosto | 19:00 |            |

| Gremio Samario | 5 - 3 | Real Bucaramanga           | Menor de Indeportes     | 23 de agosto | 11:00 |  |
| Cartagena FSC  | 1 - 4 | Independiente Barranquilla | Northon Madrid          | 23 de agosto | 16:00 |  |
| Real Antioquia | 7 - 2 | Corporación Niza           | Universidad de Medellín | 26 de agosto | 19:30 |  |

| Gremio Samario             | 5 - 8 | Real Antioquia   | Menor de Indeportes | 28 de agosto | 13:00 | Win Sports |
| Real Bucaramanga           | 5 - 6 | Cartagena FSC    | Bicentenario        | 28 de agosto | 19:00 |            |
| Independiente Barranquilla | 7 - 4 | Corporación Niza | Elias Chegwin       | 28 de agosto | 20:00 |            |

| Independiente Barranquilla | 0 - 2 | Real Antioquia   | Elias Chegwin                | 6 de septiembre | 13:00 |  |
| Cartagena FSC              | 2 - 8 | Gremio Samario   | Northon Madrid               | 7 de septiembre | 09:00 |  |
| Corporación Niza           | 2 - 5 | Real Bucaramanga | Francisco de Paula Santander | 8 de septiembre | 18:00 |  |

| Real Bucaramanga | 3 - 2 | Independiente Barranquilla | Bicentenario            | 11 de septiembre | 18:15 | Win Sports |
| Gremio Samario   | 8 - 5 | Corporación Niza           | Menor de Indeportes     | 13 de septiembre | 12:00 |            |
| Real Antioquia   | 4 - 3 | Cartagena FSC              | Universidad de Medellín | 16 de septiembre | 19:30 |            |

## Cuadro final
En caso de empates en la final se definirá el campeón a través de un tercer juego "( )".

|  | Cuartos de final       | Cuartos de final       | Cuartos de final       |       |                 | Semifinales        | Semifinales        | Semifinales        |  |  | Final          | Final          | Final          |
|  | 18 al 27 de septiembre | 18 al 27 de septiembre | 18 al 27 de septiembre |       |                 | 2 al 10 de octubre | 2 al 10 de octubre | 2 al 10 de octubre |  |  | 3 de noviembre | 3 de noviembre | 3 de noviembre |
|  |                        |                        |                        |       |                 |                    |                    |                    |  |  |                |                |                |
|  | Deportivo Lyon         | 3                      | 14                     |       |                 |                    |                    |                    |  |  |                |                |                |
|  | Deportivo Meta         | 4                      | 5                      |       |                 |                    |                    |                    |  |  |                |                |                |
|  | Deportivo Meta         | 4                      | 5                      |       | Deportivo Lyon  | 2                  | 5 (8)              |                    |  |  |                |                |                |
|  |                        |                        |                        |       | Deportivo Lyon  | 2                  | 5 (8)              |                    |  |  |                |                |                |
|  |                        | Real Antioquia         | 6                      | 4 (1) |                 |                    |                    |                    |  |  |                |                |                |
|  | Real Antioquia         | Real Antioquia         | 6                      | 4 (1) | 5               | 6                  |                    |                    |  |  |                |                |                |
|  | Real Antioquia         |                        |                        |       | 5               | 6                  |                    |                    |  |  |                |                |                |
|  | Gremio Samario         | 6                      | 1                      |       |                 |                    |                    |                    |  |  |                |                |                |
|  |                        |                        |                        |       |                 |                    |                    |                    |  |  | Deportivo Lyon | 0              | 2              |
|  |                        |                        | Rionegro Futsal        | 2     | 4               |                    |                    |                    |  |  |                |                |                |
|  | Rionegro Futsal        | 6                      | 3                      |       |                 |                    |                    |                    |  |  |                |                |                |
|  | Deportivo Saeta        | 5                      | 1                      |       |                 |                    |                    |                    |  |  |                |                |                |
|  | Deportivo Saeta        | 5                      | 1                      |       | Rionegro Futsal | 0                  | 4 (4)              |                    |  |  |                |                |                |
|  |                        |                        |                        |       | Rionegro Futsal | 0                  | 4 (4)              |                    |  |  |                |                |                |
|  |                        | Real Bucaramanga       | 1                      | 1 (2) |                 |                    |                    |                    |  |  |                |                |                |
|  | Deportivo Sanpas       | Real Bucaramanga       | 1                      | 1 (2) | 3               | 3                  |                    |                    |  |  |                |                |                |
|  | Deportivo Sanpas       |                        |                        |       | 3               | 3                  |                    |                    |  |  |                |                |                |
|  | Real Bucaramanga       | 5                      | 5                      |       |                 |                    |                    |                    |  |  |                |                |                |

## Cuartos de final
Disputados del 18 al 27 de septiembre del 2015.
| 20 de septiembre de 2015 13:30 | Deportivo Meta                           | 4 : 3   | Deportivo Lyon                                        | Coliseo Álvaro Meza Amaya, Villavicencio      |                                               |
|                                | 19' 35' 37' James Castillo · 32' Autogol | Reporte | Johan Prado 4' · Armando Chamorro 7' · Harby Arce 25' | Árbitro(s): Hector Hernando Cadenas Rodríguez | Árbitro(s): Hector Hernando Cadenas Rodríguez |

| 27 de septiembre de 2015 14:00 | Deportivo Lyon | 14 : 5  | Deportivo Meta                                                                             | Coliseo María Isabel Urrutia, Cali           |                                              |
|                                | 4' Julian Castañeda · 11' 28' 37' 39' Harby Arce · 12' 32' 37' William Jiménez · 13' Brayan Galeano · 15' Armando Chamorro · 24' Johan Prado · 38' Yeinner Cortés · 39' Cristian Flórez | Reporte | Carlos Aristizabal 12' · Grosman Barbosa 19' · Jhon Galindo 21' · Jimerzon Baquero 33' 36' | Árbitro(s): Daniel Enrique Casteblanco Soler | Árbitro(s): Daniel Enrique Casteblanco Soler |

| 20 de septiembre de 2015 11:00 | Gremio Samario                                                 | 6 : 5   | Real Antioquia                                               | Coliseo Menor INDEPORTES, Santa Marta |                                 |
|                                | 3' 16' 25' Felipe Méndez · 6' 13' José Roy · 6' Javier Peralta | Reporte | Autogol 7' · Kevin Mejía 8' 27' · Sebastián Restrepo 24' 28' | Árbitro(s): Julio García Burgos       | Árbitro(s): Julio García Burgos |

| 26 de septiembre de 2015 17:30 | Real Antioquia                                                                                    | 6 : 1   | Gremio Samario | Universidad de Medellín, Medellín     |                                       |
|                                | 2' José Bolívar · 3' 9' Sebastián Restrepo · 11' César Mejía · 23' Miguel Muñoz · 37' Kevin Mejía | Reporte | Anotado        | Árbitro(s): José Luis Acosta González | Árbitro(s): José Luis Acosta González |

| 18 de septiembre de 2015 18:15 | Deportivo Saeta                                                                            | 5 : 6   | Rionegro Futsal                                                              | Coliseo Palacio de los Deportes, Bogotá |                                       |
|                                | 21' Luis Poveda · 33' Cristopher Martínez · 34' Sebastian Jiménez · 38' 39' Helver Tachack | Reporte | Wilmer Ramírez 4' 14' 18' 29' · Mateo Aristizabal 34' · Jonathan Giraldo 35' | Árbitro(s): Hugo Fabian Camargo Ellis   | Árbitro(s): Hugo Fabian Camargo Ellis |

| 25 de septiembre de 2015 18:15 | Rionegro Futsal                                        | 3 : 1   | Deportivo Saeta | Coliseo El Cielo, Rionegro                  |                                             |
|                                | 13' Juan Franco · 26' Andrés Arango · 28' Yecid Rincón | Reporte | Juan Paez 10'   | Árbitro(s): Jacobo Andrés Chaparro Trujillo | Árbitro(s): Jacobo Andrés Chaparro Trujillo |

| 20 de septiembre de 2015 11:00 | Real Bucaramanga                                              | 5 : 3   | Deportivo Sanpas                                 | Coliseo Alejandro Galvis Ramírez, Bucaramanga |                                       |
|                                | 3' Camilo Reyes · 4' 6' 31' Yulian Díaz · 31' Jonathan García | Reporte | Autogol 15' · Edison Aponte 30' · Jorge Alba 34' | Árbitro(s): Jorge Mario Moncada Goméz         | Árbitro(s): Jorge Mario Moncada Goméz |

| 26 de septiembre de 2015 19:00 | Deportivo Sanpas                    | 3 : 5   | Real Bucaramanga                                                       | Coliseo IRDET, Tunja                        |                                             |
|                                | 17' 36' Edisson Aponte · Jorge Alba | Reporte | Jonnattan García 23' 36' · Yulian Díaz 35' 38' · Miguel Arciniegas 36' | Árbitro(s): Daniel Stiven Manrique González | Árbitro(s): Daniel Stiven Manrique González |

## Semifinales
Se disputaron del 2 al 9 de octubre.
| 3 de octubre de 2015 17:30 | Real Antioquia                                                                                      | 6 : 2 | Deportivo Lyon                       | Universidad de Medellín, Medellín           |                                             |
|                            | 4' Daniel Bolívar · 15' Kevin Mejía · 29' Jefferson Moreno · 33' Daniel Bolívar · 38' Kennier Rivas |       | Harby Arce 11' · William Jiménez 35' | Árbitro(s): Jacobo Andrés Chaparro Trujillo | Árbitro(s): Jacobo Andrés Chaparro Trujillo |

| 9 de octubre de 2015 20:35 | Deportivo Lyon                                                                       | 5 : 4   | Real Antioquia                                         | Coliseo María Isabel Urrutia, Cali           |                                              |
|                            | 4' Julian Castañeda · 23' 28' Harvy Arce · 35' Cristian Flórez · 38' William Jiménez | Reporte | Autogol 15' · Cesar Mejía 16' · Daniel Bolívar 23' 38' | Árbitro(s): Hector Hernando Cadena Velasquez | Árbitro(s): Hector Hernando Cadena Velasquez |

| 10 de octubre de 2015 11:00 | Deportivo Lyon | 8 : 1   | Real Antioquia       | Coliseo María Isabel Urrutia, Cali           |                                              |
|                             | 7' 37' Armando Chamorro · 13' 34' Christian Otero · 19' Christian Flores · 21' 37' Andrés Jiménez · 30' Harvy Arce | Reporte | Cristian Jimenes 24' | Árbitro(s): Hector Hernando Cadena Velasques | Árbitro(s): Hector Hernando Cadena Velasques |

| 2 de octubre de 2015 18:15 | Real Bucaramanga     | 1 : 0 | Rionegro Futsal | Coliseo Alejandro Galvis Ramírez, Bucaramanga |                                    |
|                            | 40' Migue Arciniegas |       |                 | Árbitro(s): Julian Ricardo Fandiño            | Árbitro(s): Julian Ricardo Fandiño |

| 7 de octubre de 2015 19:00 | Rionegro Futsal                                    | 4 : 1   | Real Bucaramanga    | Coliseo El Cielo, Rionegro              |                                         |
|                            | 16' 34' 37' Wilmar Ramírez · 38' Jhonathan Giraldo | Reporte | Jonathan García 12' | Árbitro(s): Yuri Ferney Garcias Sánchez | Árbitro(s): Yuri Ferney Garcias Sánchez |

| 8 de octubre de 2015 11:00 | Rionegro Futsal                                                   | 4 : 2   | Real Bucaramanga | Coliseo El Cielo, Rionegro              |                                         |
|                            | 2' 15' Wilmar Ramírez · 12' Mateo Aristizabal · 15' Jonathan Toro | Reporte | José Bravo 31'   | Árbitro(s): Yuri Ferney Garcias Sánchez | Árbitro(s): Yuri Ferney Garcias Sánchez |

## Final
Se disputó el 21 de octubre y 3 de noviembre.
| 21 de octubre de 2015 20:00 | Rionegro Futsal                         | 2 : 0   | Deportivo Lyon | Coliseo El Cielo, Rionegro           |                                      |
|                             | 32' Jonathan Giraldo · 36' Yecid Rincón | Reporte |                | Árbitro(s): Jorge Ivan Gómez Camacho | Árbitro(s): Jorge Ivan Gómez Camacho |

| 3 de noviembre de 2015 20:00 | Deportivo Lyon                      | 2 : 4 | Rionegro Futsal                                                | Coliseo María Isabel Urrutia, Cali            |                                               |
|                              | 29' Harby Arce · 35' Brayan Galeano |       | Jonathan Giraldo 5' 39' · Johany Vergara 10' · Juan Franco 19' | Árbitro(s): Hector Hernández Cadena Velasquez | Árbitro(s): Hector Hernández Cadena Velasquez |

| Colombia                               |
| Campeón Rionegro Futsal Segundo título |

## Goleadores
Acá están los principales goleadores de la Liga Argos 2015-II
| Jugador                          | Equipo                     | Goles |
| -------------------------------- | -------------------------- | ----- |
| Wilmar Hernan Ramírez León       | Rionegro Futsal            | 19    |
| Jonnathan Andrés García Arenas   | Real Bucaramanga           | 15    |
| James David Castillo Sarmiento   | Deportivo Meta             | 14    |
| Harby Steban Arce Córdoba        | Club Deportivo Lyon        | 13    |
| Daniel Fernando Bolívar Díaz     | Real Antioquia             | 13    |
| Brayan Andrés Ghette Muñoz       | Independiente Barranquilla | 12    |
| William Andrés Jiménez García    | Club Deportivo Lyon        | 12    |
| Jeferson Steven Cetina Fula      | Cóndor FC                  | 11    |
| Carlos Alberto Hernández Herreño | Cóndor FC                  | 11    |
| Jefry Alexander Duque Tabares    | Deportivo Meta             | 11    |